# トリシティズ (ワシントン州)
トリシティズ（英: Tri-Cities）は、アメリカ合衆国ワシントン州の南東部に位置し、ケニウィック、パスコ、リッチランドという隣接する3市を中心とする都市圏である。ヤキマ川、スネーク川およびコロンビア川が合流する位置にあり、ワシントン州では亜乾燥気候地帯に入っている。4つ目の都市としてウェストリッチランドもこの都市圏に含まれる。各都市は互いに隣接し、また川にも接しているので、全体で1つの中規模都市の様相がある。
この都市圏の人口は2010年国勢調査で253,540人であり、州内ではシアトル、スポケーン、およびポートランド各都市圏に次いで第4位である。
パスコにあるトリシティズ空港では商業便と一般用途便の利用が可能である。パスコはフランクリン郡の郡庁所在地であり、他の都市はベントン郡に入っている。
2010年、キップリンガーが家族を養いたい場所10傑にトリシティズを挙げ、CNNのマネー誌はトリシティズが2000年代初期より比較的安定した経済状態にあることで、住宅価格の利得に繋がる場所10傑の1つに挙げた。

## 歴史

### 設立
トリシティズの中でパスコが最初に1891年に法人化され、続いて1904年にケニウィック、1910年にリッチランドが市制を布いた。ウェストリッチランドは、ハンフォード・サイト（核開発施設）ができた後、政府が所有する家を借りるよりも自分達の家を持ちたいと願ったリッチランドに飽き足らない市民が設立した。リッチランドはこの町を併合しようとしたが、別の町として留まり、1955年に市制を布いた。

### 初期の歴史
パスコは鉄道の駅があることが大きく、トリシティズの中では最大の都市だった。灌漑が容易で農業に適した用地があったことで、リッチランドの近くにハンフォード・サイトができるまでは最大であり続けた。
初期の時代は農業があらゆる産業分野の中でも基盤だった。今日でも農業は特にパスコで大きな位置を占めている。

### 1940年代 – 1970年代
1943年にハンフォード・サイトができると、リッチランドが俄かに最大の都市になった。リッチランドのコロンビア高校はそのマスコットとして「ボマーズ」（爆撃機）を採用した（ロゴはきのこ雲である）。1970年、打ち続く人口流入への対応として、隣のケニウィック市にカミアキン高校が設立された。経済は成長を続けたが、問題が無いわけではなかった。連邦政府がハンフォード・サイトの予算を削減する度ごとに数多い才能があり、資質のある人々が職を失い、他の仕事を求めて去っていった。この時代、別の雇用主が緩りと地域内に入ってはきたが、不況のときは首切りを強いられることも多かった。1970年代、ケニウィックが人口でリッチランドを抜いて最大都市となり、それ以来その地位を譲っていない。ケニウィックに新しく併合された土地にコロンビア・センターモールが建設され、ケニウィック西部とリッチランド南部の成長が始まった。

### 1980年代 – 1990年代

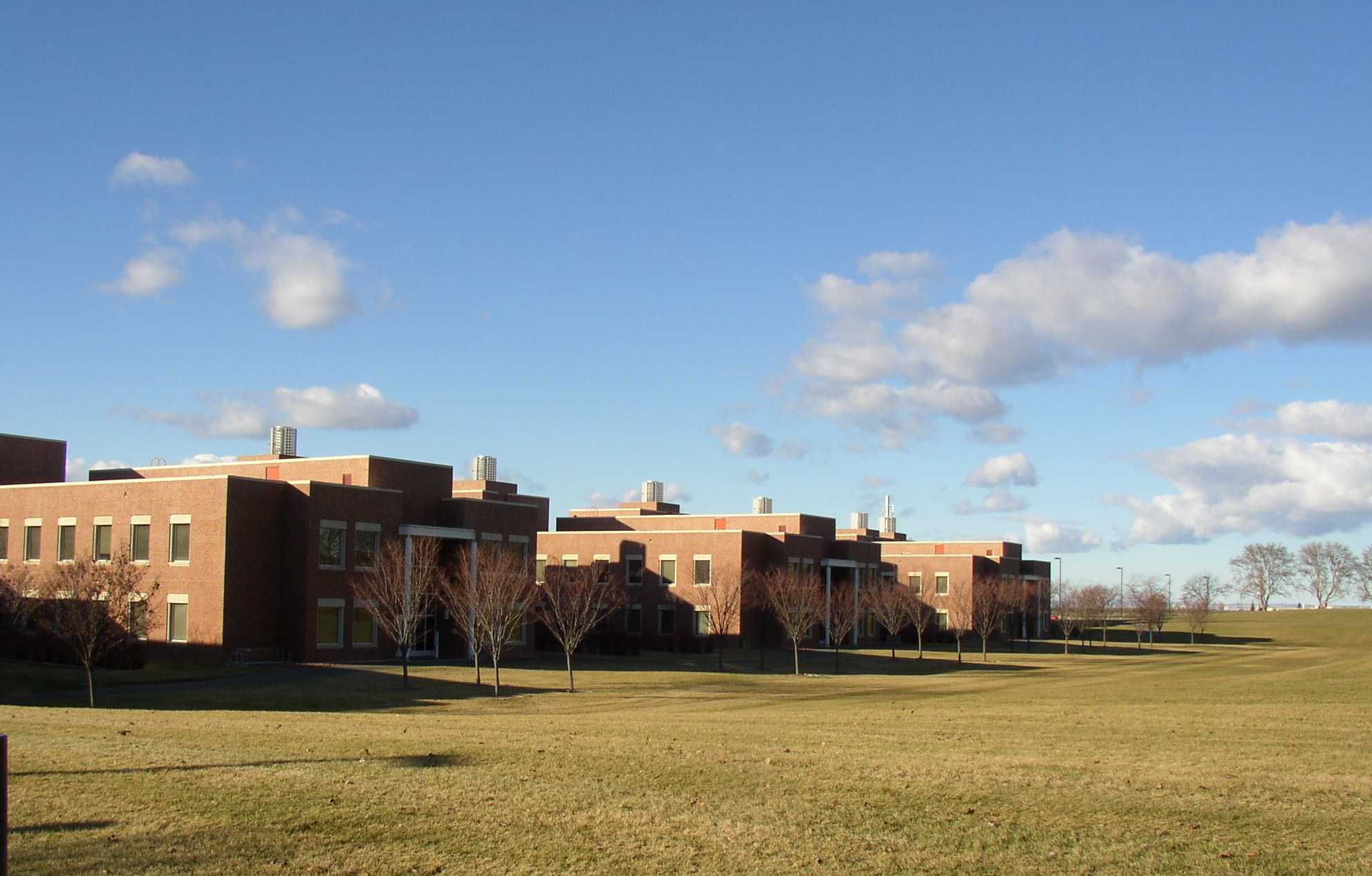
太平洋岸北西部国立研究所の環境分子科学研究所、リッチランドでは最大の国立研究施設

1984年に州間高速道路182号線橋が完成し、パスコ市に行きやすくなり、その成長を促すことになった。冷戦時代の終焉と共に地域の人々は、ハンフォード・サイトが閉鎖されてトリシティズが急速にゴーストタウンになることを恐れた。アメリカ合衆国エネルギー省がこの施設の目的を核兵器の開発から放射性廃棄物の効果的封印と処理に変えてからその怖れは小さくなった。1990年代、幾つかの大手企業が地域に入ってきて、ハンフォード・サイトとは異なる経済分野への多様化を促進した。1995年、ケニウィック市南部に6番目の公立高校であるサウスリッジ高校が開校した。

### 2000年代 – 現在
2000年代はハンフォード・サイトが浄化のために多くの労働者を雇用したので、急速な成長が続いた。さらに北西部の様々な地域から多くの退職者の流入があった。この期間、全国的な住宅ブームもあり、3都市共に繁栄してかなりの成長をみた。パスコは人口成長率と増加数の双方で州内で最も成長速度の高い都市となった。2005年、アメリカ合衆国国勢調査局はパスコの人口がハンフォード・サイトができて以来初めてリッチランドを超えたと報告した。
2000年代後半の経済不況にも拘わらず、ハンフォード・サイトに資金と職を確保し浄化を続けさせる2009年アメリカ再生再投資法のお陰もあって、トリシティズは着実な成長と安定した経済環境を維持し続けている。

## 地理と気候
トリシティズはステップ気候にあり、年平均7インチないし8インチ (175 - 200 mm) の降水量がある。チヌーク風の起こるときには風速が30マイル/時 (13 m/s) を超えることが多い。主に4月から10月の間は晴れる日が多く、年間平均では225日の晴れた日がある。気温は冬季の −25°F(−32℃) から夏季の 110°F(43℃) まで変化する。過去最高気温は2006年7月の 115°F(46℃) である。通常年は時として雪が降るが、50インチ (125 cm) ほどである。ステップ気候で砂地が多いために、風に運ばれる砂埃が住民の悩みの種になっている。川があるので灌漑は安価にできる。
ワシントン州は大陸48州の中では北西の外れにあるので、太平洋標準時を適用している。トリシティズはワシントン州の南東四半部では最大の都市圏を構成している。西にある大きなカスケード山脈の雨陰となって亜乾燥気候を作っており、雨の多い州西部よりもかなり乾燥している。生態系としては低木ステップになる。ここには18種の絶滅危惧植物が生育している。リッチランドの直ぐ西にフィッツナー・エバーハート乾燥地生態系保護区があり、特徴ある植物や動物の研究が行われている。州内では最大の低木ステップ生態系となっている。

## 教育

### カレッジと大学
トリシティズの高等教育機関としては次のものがある。
- ワシントン州立大学トリシティズ校、4年制、リッチランドにあるワシントン州立大学の分校、学生数2,000人
- コロンビア・ベースン・カレッジ、中規模2年制教育機関、現在は4年制の応用管理学部で応用科学学士号を提供している。学生数8,000人。主キャンパスはパスコにあり、分校と大型の看護学校がリッチランドにある,
- トライ・テック・スキルズセンター、小型の職業学校、ケニウィックにあり、ケニウィック教育学区が運営。FMラジオ放送局がこの学校にある
- チャーター・カレッジ、パスコにあり、技術と看護の学科がある。

2005年、ワシントン州はリッチランドにあるワシントン州立大学の分校を2年制から4年生に転換することを承認した。2007年秋に初めて学部生を受け容れた。幅広い教育プログラムを提供しており、近くに太平洋岸北西部国立研究所やハンフォード・サイトがあるので、バイオテクノロジー、コンピュータ科学および工学に力を入れている。この大学ではかなりの数の質のたかい教諭を獲得し、英語学、歴史学その他教養学を含め幅広い専攻を提供することを始めている。
コロンビア・ベースン・カレッジはトリシティズとコロンビア・ベースンのマッタワ（50マイル、80 km) やオレゴン州ユマティラ (30マイル、48 km) のような遠方の住人にも高等教育の機会を提供している。
フェニックス大学がケニウィックにサテライトキャンパスを置いており、オンライン教育を行っている。

### 初等中等教育
各市はそれぞれに教育学区を持っており、公共教育を管轄している。地域全体で高校が9校、特殊学校が2校ある。
この地域にはトライテックとデルタハイの2つの地域高校がある。トライテックはケニウィック教育学区にある技術・職業高校であり、トリシティズ全体から入学者を集めている。カリキュラムの中の技術系としてはテレビとビデオの制作、自動車および歯科が入っている。デルタハイはリッチランドにある科学と技術に特化した高校である。パスコ、ケニウィックおよびリッチランドの各教育学区、バッテル、ワシントン州立大学トリシティズ校およびコロンビア・ベースン・カレッジに後援されている。
地域内にはトリシティズ・プレップ、リバティ・クリスチャン学校およびオアシス学校など私立や宗教系学校も幾つかある。

## 経済

### 農業
トリシティズの経済は昔から農業とハンフォード核開発保護地域に基づいてきた。1891年にパスコが市制を布いて以来、トリシティズは肥沃な土壌のお陰で大規模な農業を行ってきた。近くに川があることで灌漑も容易である。小麦が最大の農製品であるが、リンゴ、トウモロコシおよびブドウも大量に生産されている。またジャガイモやアスパラガスなどの野菜も栽培されている。サクランボも生産されている。

### ハンフォード
1940年代以降、ハンフォード・サイトが多くの住人を雇用してきた。アメリカ合衆国政府は核兵器のためにプルトニウムを生産し分離する最高機密の施設を建設し、当時は小さかったリッチランドの直ぐ北側の地域をその用地に決めた。政府は45,000人以上の労働者のために仮設住宅を建設し、リッチランドの住民には恒久的住宅とインフラを造った。リッチランドの夜間人口は爆発したが、ハンフォードで生産したプルトニウムを含む原子爆弾で、1945年8月9日に長崎市を破壊するまでハンフォード施設の目的を事実上誰もしなかった。第二次世界大戦終戦後、ハンフォードは冷戦のために核兵器用物質の生産を継続した。1991年にソビエト連邦が崩壊した後、厳しい放射能汚染の場所となり、その任務をプルトニウムの生産から環境浄化と再生に転換した。

### ワイン
シアトル、カスケード山脈の西側斜面さらにはオリンピック半島の温帯雨林とは対照的に、コロンビア・バレーは長く暖かい夏の日とカリッとした冷涼な夜がある。この温暖な気候と火山性の土壌および管理された灌漑とが組み合わされてプレミアムワイン用ブドウの生産には完全に近い条件が整っている。
地域で栽培される多様な品種もののブドウはシャルドネ、カベルネ・ソーヴィニヨン、メルロー、リースリング、およびピノ・ノワールがある。アメリカ合衆国やヨーロッパの大規模に作られたぶどう園とは異なり、ブドウ生産者とワイン醸造者は観光客に個別の注意を払い、試飲やその技術に関する議論を提供している。
トリシティズから車で1時間の範囲に160以上のワイナリーがあり、ヤキマ・バレー、ワラワラ・バレー、レッドマウンテン、ホースヘイブンヒルズおよびワールークスロープの原産地を含むコロンビア・バレーの中心にあるということができる。コロンビア・バレーのワイナリーは、トリシティズが世界的に有名なフランスのバーガンディやボルドーと同じ緯度にあることから高級でプレミアムなワインを生産できることが容易にわかる。

### 自動車とその他の産業
トリシティズにはシェルビー・スーパーカーズが本社を置いている。世界最速に自動車と言われたシェルビー・スーパーカーズ・エアロを生産している。
その他トリシティズに拠点を置く主要企業には以下のものがある。
- Amazon.com
- アレヴァ、原子力産業
- バトル・メモリアル研究所、アメリカ合衆国エネルギー省科学局のために太平洋岸北西部国立研究所を運営している
- コンアグラ・フーズ（レム・ウェストン）、食品
- フルーア、エンジニアリング
- ランプソン・クレーンズ、クレーン製造
- ロッキード・マーティン、航空機製造
- リーザーズ・ファインフード、食品
- ツインシティ・フーズ、食品
- タイソン・フーズ、食品
- URS Corp.、エンジニアリング

## インフラ

### 医療
地域には以下の総合病院がある。
- カドレック地域医療センター、リッチランド
- ルルド医療センター、パスコ、リッチランド、ウェストパスコ
- ケニウィック総合病院、ケニウィック、ウェストケニウィック

### 図書館
郡間図書館システムであるミッドコロンビア図書館がベントン、フランクリンおよびアダムズ各郡で機能している。ケニウィックに本部があり、トリシティズの中には4つの分館、周辺地域には7つの分館がある。トリシティズの中で5つ目の分館が2013年オープン予定で計画されている。利用者は40万巻近い書籍、映画、雑誌およびダウンロードできる電子書籍や音声書籍を利用できる。新刊購入のために年間100万ドル近い予算があり、ワシントン州南西部の公共図書館では住民1人当たり予算が最も高い。リッチランド公共図書館はリッチランド市が運営する単一図書館であり、大きな図書館システムには属していない。

### 交通

#### 空港
- トリシティズ空港、パスコ、空港コード(IATA: PSC, ICAO: KPSC)
- リッチランド空港、リッチランドにある一般用途空港、空港コード(IATA: RLD, ICAO: KRLD)
- ビスタ空港、ケニウィックにある一般用途空港、空港コード(IATA: S98)

#### 州間高速道路と主要高規格道路
- 州間高速道路82号線、ケニウィックの南縁を通り、トリシティズと州間高速道路90号線経由でシアトルと、州間高速道路84号線経由でポートランドおよびユタ州ソルトレイクシティとを繋いでいる。
- 州間高速道路182号線、ヤキマ川に沿ってリッチランドを抜け、 州間高速道路182号線橋でコロンビア川を渡り、パスコを抜けてアメリカ国道395号線に繋がる。
- アメリカ国道395号線、ケニウィックの北を通り、ブルー橋でコロンビア川を渡り、パスコを抜けて北のリッツビルで州間高速道路90号線に繋がる。
- ワシントン州道397号線、フィンリーからパスコに至り、ケーブルでコロンビア川を渡り、北の州間高速道路90号線とスポケーンに向かう。
- ワシントン州道12号線、トリシティズの中では州間高速道路182号線と合流し、アメリカ国道395号線と交差してスネーク川を渡り、バーバンク、ワラワラ、およびアイダホ州ルイストンに向かう。
- ワシントン州道240号線、ケニウィックとリッチランドを抜け、ハンフォード核開発保護地域を回ってから北のバンテージで州間高速道路90号線に当たる。西のヤキマ市に向かう州道24号線との接続道路である。

#### 地方交通
ベン・フランクリン交通はトリシティズの中で公共交通のバス便を運行している。

#### 旅客鉄道
- アムトラックが毎日エンパイア・ビルダー列車を運行し、ポートランドとシカゴの間を繋いでいる。

### 公共事業
- ベントン郡公共事業地区
- フランクリン郡公共事業地区
- リッチランド市
- パスコ市
- ケニウィック市
- ウェストリッチランド市
- カスケード天然ガス
- ウェイストマネジメント、ごみ処理
- チャーター・コミュニケーションズ、ケーブルテレビとインターネットサービス
- クウェスト、通信、2011年4月1日にセンチュリーリンクに吸収
- ベライゾン・コミュニケーションズ、通信
- フロンティア・コミュニケーションズ、通信

## レクリエーション
トリシティズは乾燥した気候、暑い夏および温暖な冬があるために様々な屋外活動ができる。
地域にはゴルフ場が8コースあり、ほぼ一年中プレイできる。

### トレイル
トリシティズには都市間や川沿いに全長67マイル (107 km) に及ぶ舗装された歩道と自転車道がある。延長23マイル (37 km) のサカガウェア・ヘリテージ・トレイルは環状になっており、2つの橋を渡り、コロンビア川に沿ってケニウィックとパスコを抜けている。サカガウェア・ヘリテージ・トレイルはリッチランド・リバーフロント・トレイルとも繋がっている。これはアメリカ合衆国の核開発の歴史にワシントン州が貢献したことに焦点を当てるハイキング道である。

### ウォータースポーツ
スネーク川、ヤキマ川およびコロンビア川が合流することで、ボート、釣りおよび水泳など豊富なウォータースポーツの機会がある。どの市でも無料のボート進水施設がある。

### 公園
トリシティズには7か所の親水公園とその他様々な公園や遊技場がある。スケート場はケニウィックに2か所、リッチランドに1か所、計3か所ある。

### プロスポーツ
地域には2つのプロスポーツと1つのジュニアホッケー・クラブがある。
- トリシティ・アメリカンズ、ウェスタン・ホッケーリーグ
- トリシティ・フィーバー、屋内フットボールリーグ
- トリシティ・ダストデビルズ、コロラド・ロッキーズ傘下A-クラスマイナー、ノースウェスタンリーグ

## 行事
トリシティズにおける主要な年中行事は様々なものがあり、一年中開催されている。
- クール・デザート・ナイツ - 6月にリッチランドで開催されるクラシックカーのショー。北西部中からの観客を集めている。
- トリシティズ・ウォーターフォリーズ - 毎年7月にコロンビア川で行われる無制限のハイドロプレーン・レースとエアーショー、コロンビアカップもある
- アライド・アーツ・ショー - 毎年7月にリッチランドのハワード・エイモン公園で開催される芸術ショー
- ベントン・フランクリン祭 - 毎年8月下旬にケニウィックのお祭広場で開催される地域祭

リッチランドではハワード・エイモン公園のコロンビア川沿いで毎年6月の最終週末にルネッサンス・フェアが開催される。「イェ・メリー・グリーンウッド・フェア」では歴史的に正確なコスチュームとエリザベス朝のイギリス人、さらには多くの屋台が出る。

## 文化
トリシティズはその文化の大半を冷戦の過去や農業およびインディアンの文化から得ている。ハンフォード核開発施設には世界初の実用核反応炉を初め、地域の多くの記念物や歴史がある。

### 人口動態
下表は人口のみ2010年、他は2000年国勢調査による統計データである。
| トリシティズの人口動態            |              |        |              |
| 項目                              | ケニウィック | パスコ | リッチランド |
| 基礎データ                        |              |        |              |
| 人口（人）                        | 73,917       | 59,781 | 48,058       |
| 世帯数                            | 20,786       | 9,619  | 15,549       |
| 家族数                            | 14,176       | 7,262  | 10,682       |
| 人口密度（人/km2）                | 920.9        | 440.9  | 429.2        |
| 住居数                            | 22,043       | 10,341 | 16,458       |
| 住居密度（軒/km2）                | 371.2        | 142.2  | 182.5        |
| 人種別人口構成                    |              |        |              |
| 白人                              | 82.93%       | 52.76% | 89.55%       |
| アフリカン・アメリカン            | 1.14%        | 3.22%  | 1.37%        |
| ネイティブ・アメリカン            | 0.93%        | 0.77%  | 0.76%        |
| アジア人                          | 2.12%        | 1.77%  | 4.06%        |
| 太平洋諸島系                      | 0.11%        | 0.14%  | 0.11%        |
| その他の人種                      | 9.40%        | 37.44  | 1.85%        |
| 混血                              | 3.37%        | 3.9%   | 2.31%        |
| ヒスパニック・ラテン系            | 15.55%       | 56.26% | 4.72%        |
| 年齢別人口構成                    |              |        |              |
| 18歳未満                          | 26.9%        | 35.5%  | 27.2%        |
| 18-24歳                           | 10.3%        | 11.8%  | 7.5%         |
| 25-44歳                           | 29.3%        | 28.5%  | 27.1%        |
| 45-64歳                           | 20.6%        | 15.5%  | 25.4%        |
| 65歳以上                          | 10.2%        | 8.7%   | 12.8%        |
| 年齢の中央値（歳）                | 32           | 27     | 38           |
| 性比（女性100人あたり男性の人口） |              |        |              |
| 総人口                            | 98.3         | 106.7  | 96.0         |
| 18歳以上                          | 94.3         | 104.2  | 93.2         |
| 世帯と家族（対世帯数）            |              |        |              |
| 18歳未満の子供がいる              | 37.6%        | 45.6%  | 34.1%        |
| 結婚・同居している夫婦            | 51.5%        | 54.7%  | 56.0%        |
| 未婚・離婚・死別女性が世帯主      | 12.2%        | 14.3%  | 9.3%         |
| 非家族世帯                        | 31.8%        | 24.5%  | 31.3%        |
| 単身世帯                          | 26.1%        | 20.1%  | 27.2%        |
| 65歳以上の老人1人暮らし           | 8.6%         | 8.5%   | 9.4%         |
| 平均構成人数                      |              |        |              |
| 世帯（人）                        | 2.60         | 3.30   | 2.48         |
| 家族（人）                        | 3.15         | 3.79   | 3.02         |
| 収入と家計                        |              |        |              |
| 収入の中央値（米ドル）            |              |        |              |
| 世帯                              | 41,213       | 34,540 | 53,092       |
| 家族                              | 50,011       | 37,342 | 61,482       |
| 性別                              |              |        |              |
| 男性                              | 41,589       | 29,016 | 52,648       |
| 女性                              | 26,022       | 22,186 | 30,472       |
| 人口1人あたり収入                 | 20,152       | 13,404 | 25,494       |
| 貧困線以下                        |              |        |              |
| 対人口                            | 12.9%        | 23.3%  | 8.2%         |
| 対家族数                          | 9.7%         | 19.5%  | 5.7%         |
| 18歳未満                          | 18.8%        | 31.4%  | 10.8%        |
| 65歳以上                          | 8.7%         | 9.6%   | 5.6%         |

## メディア

### 印刷物
- オフィシャル・トリシティズ・ビジターガイド
- アワー・コミュニティ・グリーテングズ リーチング・ザ・コミュニティ
- トリシティ・ヘラルド
- ザ・ミッド・コロンビアン
- La Voz
- トリシティ・シティズン
- チュ・デシデ・メディア
- チュ・デシデ
- テイスト・トリシティズ
- トリシティズ・エリアジャーナル・オブ・ビジネス

### テレビとラジオ
トリシティズで視聴できるテレビ局は12局あり、全国ネットも全て網羅されている。
聴取できるラジオ局としては、AMラジオが4局、FMラジオが24局ある。この中には大学の学生が運営するものもある。

## 統合問題

### 統合対「トリシティズ」
長年各都市はハンフォード関連の事業以外に企業を惹きつけ維持し、観光を発展させて成長するために一体性を確立し計画する難しさを味わってきた。どの都市も人口は75,000人未満であり、独自の存在感を持たないことに問題の多くがあった。さらに各都市は企業を惹きつけ、観光を盛り上げ、自立性を確立するために個々に競う必要があった。この問題に対処するために、4都市全てを一つの自治体に統合する動きが繰り返された。この動きを加速する考え方は、大きな都市であれば増加する注意を惹きつけ地域に焦点を当てさせるために必要な存在感を創造できるというものだった。トリシティズが一つの都市に統合されれば、シアトル、スポケーンおよびタコマ各市に次いで州内第4の都市になるはずだった。今日まで統合の動きは悉く失敗してきた。
ウェストリッチランドの住人やこの地域への新参者は、明らかに4つの都市があるのだから地域の名前事態を変えることをしばしば提案してきた。4都市であれば「クウォッドシティーズ」といくことになるが、他の都市の住人はこの名前の響きが良くないこと、さらにミシシッピ川側にアイオワ州のダベンポートとベッテンドルフ、イリノイ州のロックアイランドとモリーンを合わせてクウォッドシティーズが存在しているという単純な実のために、この提案を採用しないのが通常の結果だった。さらにウェストリッチランドは他の3都市よりはるかに小さな存在であるという事実もある。3つの川があることで「スリーリバーズ」という名までが最近地域を表すために使われる機会が増えたが、専門的な状況を除けばまだあまり使われてはいない。
ウェストリッチランド特に地域の一体性を模索している。リッチランドとの独自性を図るために「レッドマウンテン」という市名に帰ることも検討した。またリッチランドとの統合も検討した。さらにパスコ市の西半分（地元ではウェストパスコと呼ばれる）が東側の古く貧しい部分と区別するために分離独立を検討している。これらの検討は統合とトリシティズという名前に関して複雑さを増している。

### 小さな町対大きな都市
トリシティズ地域で現在行われている議論の1つは小さな町の感覚を維持するか、成長を指向してより大きな都市圏となるかということである。この議論の中で最も大きな部分は、周辺のホースヘイブンヒルズを住宅地域に細分化するか、あるいはそのまま単独で残すかということである。中年あるいは高年の世代の多くはこの丘の自然美を維持したいと考えているが、既に住宅がこの丘を覆い始めている。

## トリシティズに入る都市と町
トリシティズの都市圏には25万人以上の人口がある。以下の都市名の後の数字は2010年国勢調査による人口である。

### 人口1万人以上
- ケニウィック (73,917)
- パスコ (56,300)
- リッチランド (48,058)
- ウェストリッチランド (11,811)

### 人口千人 - 9,999人
- フィンリー (5,770)
- プロッサー (5,110)
- ウェストパスコ (4,629)
- コンネル (3,430)
- ハイランド (3,388)
- バーバンク (3,303)
- ベントンシティ (2,955)

### 人口999人以下
- ベースンシティ (968)
- メサ (455)
- カーロタス (220)

## 著名な住人

### 芸術と文学
- パトリシア・ブリッグス、都市ファンタジー作家
- オースン・スコット・カード、SF作家
- チャック・パラニューク、小説家- 作品にファイト・クラブがある
- ジョセフ・サントス、芸術家、画家
- ケビン・サンプセル、著作家、Future Tense Books（未来時制本）の出版社
- ロン・シリマン、詩人、パスコ生まれ、ケニウィック住人（1946年-1947年）

### 事業、科学など
- ダイナ・ウォシュバーン・クルーガー - ノーベル平和賞候補者（2007年）、気候変動に関する政府間パネル参加者、アメリカ合衆国環境保護庁気候変動部のディレクター、ハンフォード高校に1980年に在学
- ジェイムズ・F・オルボー - ボーイング社副社長
- ジェームズ・マティス - アメリカ海兵隊将軍、アメリカ中央軍司令官
- ジョン・ホイーラー - 理論物理学者、アルバート・アインシュタインの共同研究者

### エンタテイナー、ミュージシャン
- ジェームズ・ウォン・ハウ、アカデミー撮影賞を受章した撮影監督
- ラリー・コリエル - ジャズ・ギタリスト、リッチランド高校卒
- ネイト・メンデル - フー・ファイターズのベース奏者
- シャロン・テート - 女優、チャールズ・マンソン事件の犠牲者

### スポーツ
- ブライアン・アーラッカー — NFLアメリカンフットボール選手、シカゴ・ベアーズ
- ホープ・ソロ — 女子サッカー選手、アメリカ代表チームのゴールキーパー
- ジェレミー・ボンダーマン — メジャーリーグベースボール選手、デトロイト・タイガース
- トラビス・バック — メジャーリーグベースボール選手、オークランド・アスレチックス